# Benvedshöstmal
Benvedshöstmal, Ypsolopha mucronella, är en fjärilsart som först beskrevs av Giovanni Antonio Scopoli 1763.  Benvedshöstmal ingår i släktet Ypsolopha, och familjen höstmalar, Ypsolophidae. Arten är reproducerande i Sverige och enligt svenska rödlistan är arten bedömd som livskraftig, LC, i landet. I Finland är arten endast funnen vid enstaka tillfälle och är därför inte bedömd efter finska rödlistekriterier.

## Bildgalleri

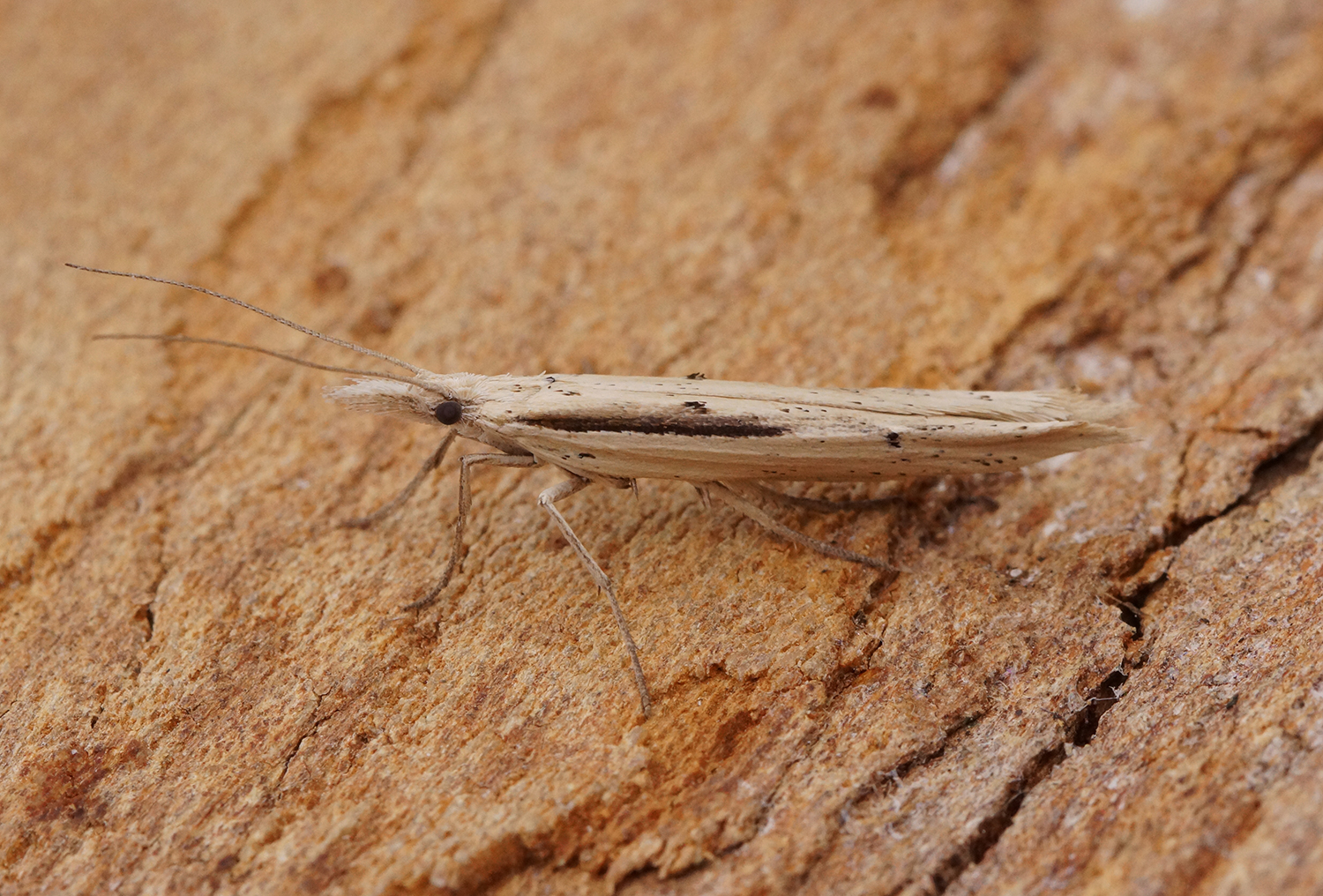
Imago fjäril
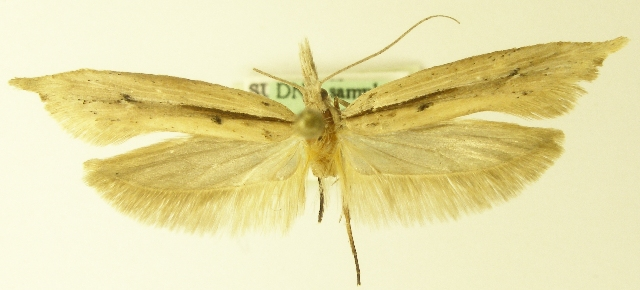
Preparerad (uppnålad) imago fjäril